# Laetmonice pellucida
Laetmonice pellucida är en ringmaskart som beskrevs av Moore 1903. Laetmonice pellucida ingår i släktet Laetmonice och familjen Aphroditidae. Inga underarter finns listade i Catalogue of Life.